# Futbol a Guinea Equatorial
El futbol és l'esport més popular a Guinea Equatorial. Fou introduït al país durant l'època colonial espanyola.

## Competicions
- Lligues:
  - Lliga equatoguineana de futbol

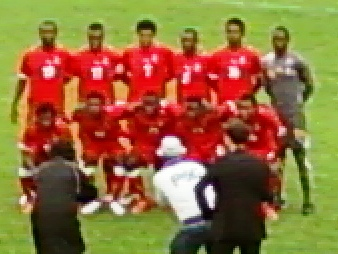
Selecció nacional.

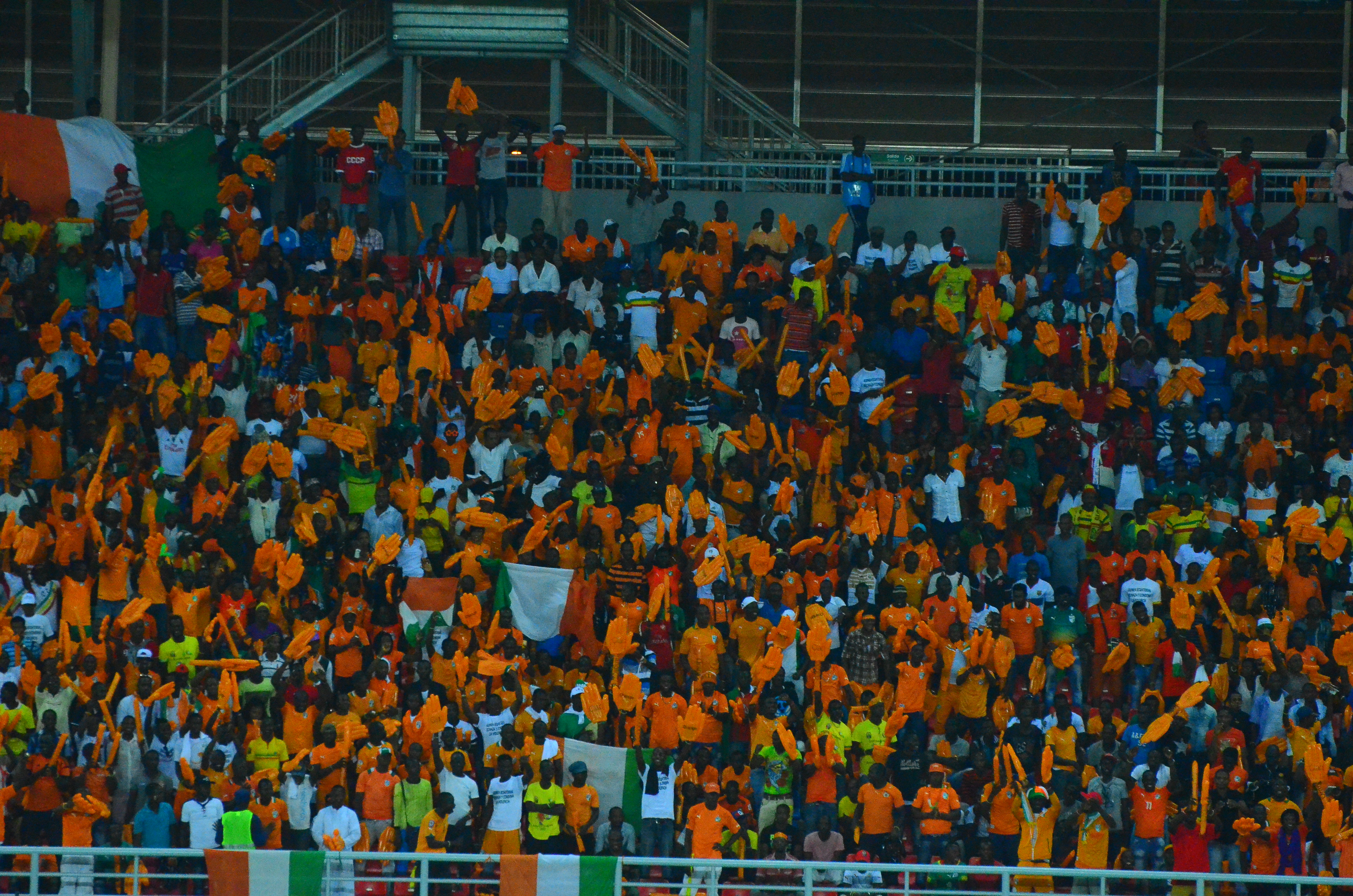
Seguidors a la final de la Copa d'Àfrica 2015 celebrada a Guinea Equatorial.

  - Segunda División de Guine Equatorial
- Copes:
  - Copa equatoguineana de futbol
  - Supercopa equatoguineana de futbol

## Principals clubs
Clubs amb més títols nacionals a 2019.
- CD Elá Nguema
- Akonangui FC
- Atlético Malabo
- Deportivo Mongomo
- Renacimiento FC
- Dragón FC Bata
- Leones Vegetarianos FC
- AD Racing de Micomeseng
- The Panthers FC
- Unión Vesper FC
- CD Unidad Malabo
- Cano Sport Academy

## Principals estadis

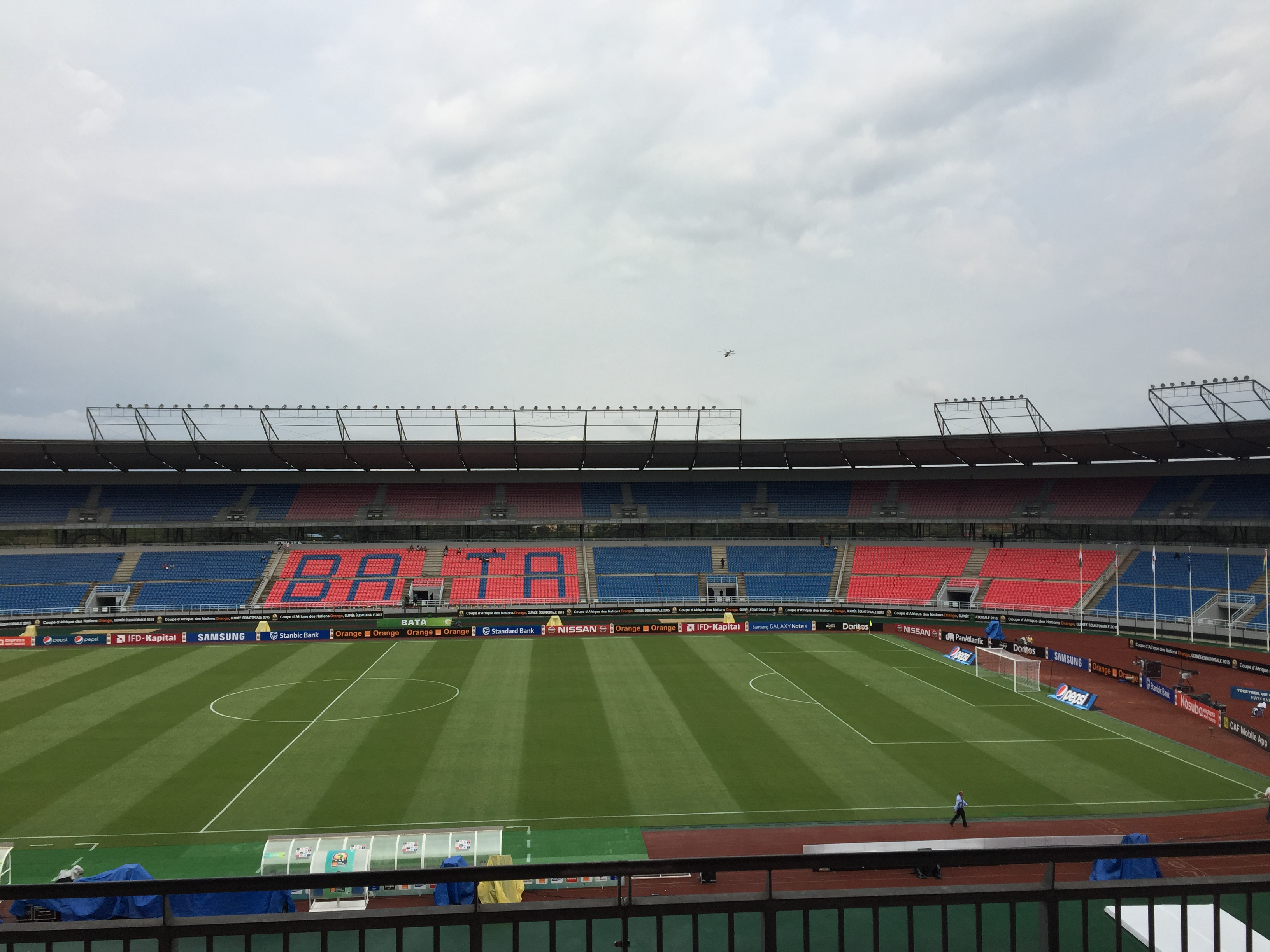
Estadi de Bata.

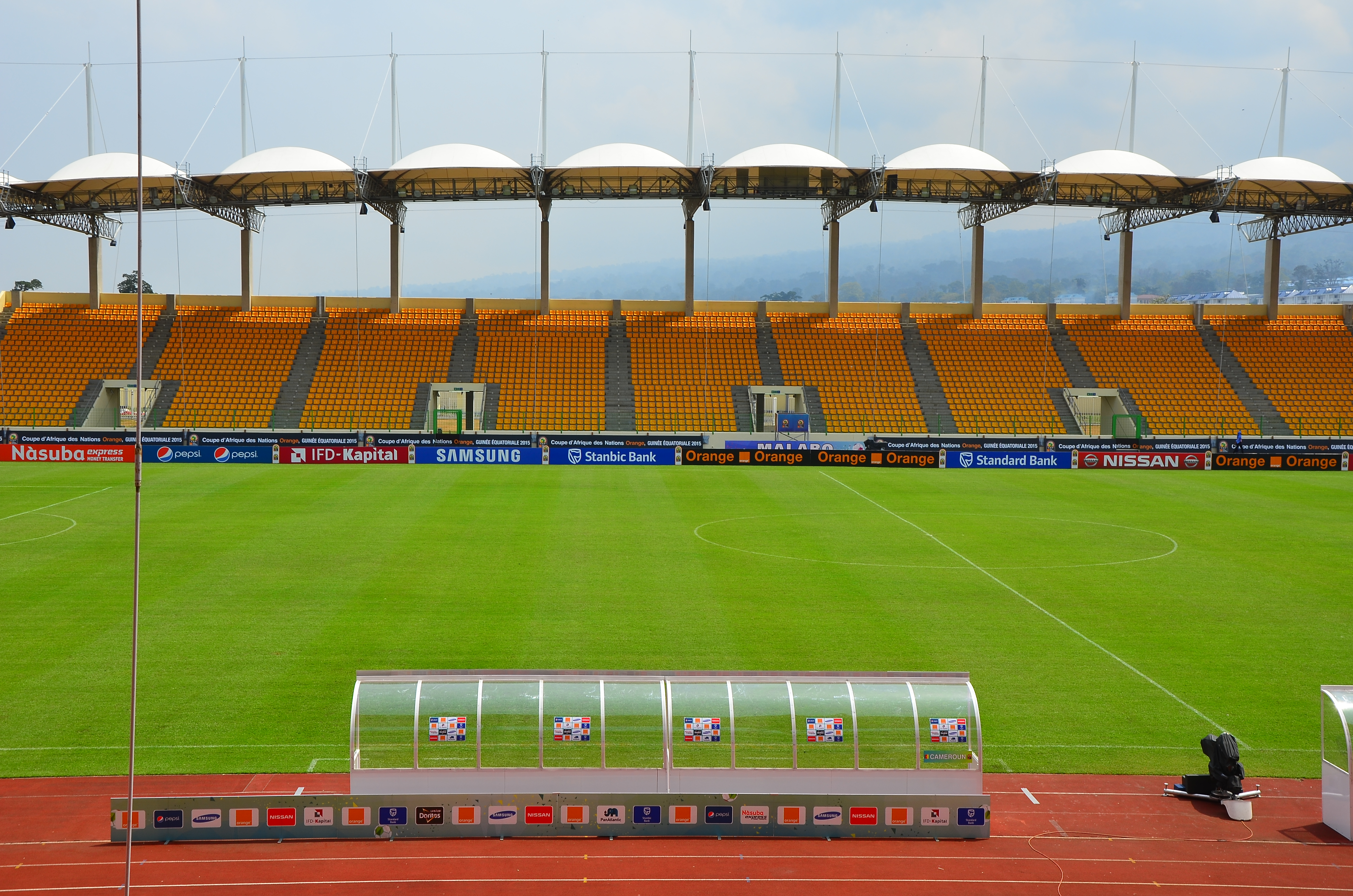
Nou Estadi de Malabo.

| # | Estadi                  | Capacitat | Ciutat  |
| - | ----------------------- | --------- | ------- |
| 1 | Estadio de Bata         | 35,700    | Bata    |
| 2 | Nuevo Estadio de Malabo | 15.250    | Malabo  |
| 3 | Estadio de Mongomo      | 15.000    | Mongomo |